# 帕斯卡爾·庫帕基
帕斯卡爾·庫帕基（英語：Pascal Irénée Koupaki，生於1951年5月）是貝南政治人物政客，在2011年5月至2013年8月期間擔任貝南總理。庫帕基曾經擔任西非國家中央銀行和國際貨幣基金組織成員，並且於1996年至1998年前間擔任總統內閣主任。貝南總統亞伊·博尼任命庫帕基擔任2006年至2007年的財政部部長，之後在2007年至2011年則轉為擔任勘探、開發和公共政策評估國務部部長。